# 函館市熱帯植物園
函館市熱帯植物園（はこだてしねったいしょくぶつえん）は、北海道函館市にある植物園である。

## 概要
1970年（昭和45年）7月に開館した 1971年（昭和46年）10月、園内にサル山開設。。2003年（平成15年）4月1日よりNPO法人函館エコロジークラブが運営を引き継いだ。

## 湯の川マリンパーク構想
市は1987年（昭和62年）2月、湯川地区で植物園に水族館と多目的温泉保養施設（クアハウス）を組み合わせた大規模複合レクリエーション施設「湯の川マリンパーク構想」をまとめたものの、敷地が狭く、実施協力企業が集まらないことを理由に断念した。